# دوغ كلارك
دوغ كلارك (بالإنجليزية: Doug Clarke)‏ (19 يناير 1934 ببولتن في المملكة المتحدة - 11 أغسطس 2019) هو لاعب كرة قدم بريطاني في مركز جناح. لعب مع نادي بوري ونادي توركي يونايتد وهال سيتي ونادي دارون ونادي باث سيتي.

## وصلات خارجية
- دوغ كلارك على موقع قاعدة بيانات كرة القدم.إي يو (الإنجليزية)